# Código Konami
El código Konami (Konami Code, también conocido como Konami Command o Contra Code) es un truco que puede ser usado en ciertos videojuegos de Konami, que normalmente activa alguna opción secreta. El código fue usado por primera vez en la versión de Gradius para la videoconsola NES, en 1986. En la partida, el jugador pulsa la siguiente secuencia de botones en el controlador:
↑ ↑ ↓ ↓ ← → ← → B A
Esta es la versión original del truco diseñada para el controlador de Nintendo Entertainment System. En el uso normal, muchos jugadores incluyen el botón Start al final del código, pero esto solo sirve para empezar o continuar el juego y no es parte del truco. La secuencia exacta cambia de juego a juego, y ha sido adaptada a los distintos tipos de consolas; en muchos sistemas, Start es reemplazado por el dúo Select-Start para comenzar en modo de dos jugadores.

El código Konami: Arriba, arriba, abajo, abajo, izquierda, derecha, izquierda, derecha, B, A.

El código Konami original permanece como uno de los más ampliamente conocidos trucos en la comunidad de videojuegos.
Existe un sitio web que muestra, tras ingresar el código, una lista de aquellos sitios que reaccionan al código Konami. 

## Historia
El código Konami fue creado por Kazuhisa Hashimoto, que desarrolló la versión de 1985 del arcade Gradius, lanzado en NES. Encontrando el juego muy difícil de jugar durante las pruebas, creó un código que daba al jugador todas las mejoras, que normalmente se obtienen gradualmente a lo largo del juego. Además, el código tecleado al revés daba al jugador 30 vidas. Por algún motivo, no eliminó el código al acabar las pruebas. El código continuó presente en las secuelas y modificaciones de Gradius, incluyendo Gradius III de Super Nintendo, que destruye la nave del jugador al escribir el código (pero sustituyendo Izquierda y Derecha por los botones L y R respectivamente, da las mejoras).
Probablemente el ejemplo más conocido del código Konami es en Contra para NES en 1988, donde usar el truco aumenta las vidas del jugador de 3 a 30. Debido a la alta dificultad del juego, muchos jugadores pasaron a depender del truco para acabar el juego, ganando el título "el código Contra".
La popularidad de Gradius y Contra ha relacionado estrechamente el código Konami con los videojuegos de los años 1980. Aun así, ha aparecido también en varios juegos modernos de PlayStation 2, como Silent Hill 3, Metal Gear Solid 2 y WWE SmackDown vs Raw 2011. Incluso aparece en la línea de videojuegos musicales de Konami, como Dance Dance Revolution y DrumMania. También ha aparecido en varias camisetas y otro merchandising.
El código hace un cameo en el videojuego Plants vs. Zombies. En la última batalla, Crazy Dave menciona tres formas diferentes de vencer al jefe: «Tienes que golpearlo en el páncreas... no, eso era para un tipo diferente. Tienes que patearle el... hmm... tienes que presionar Arriba Arriba Abajo Abajo Izquierda Derecha...».

## Apariciones en juegos de Konami

### Super Star Soccer Deluxe Konami
En Super Star Soccer Deluxe Konami en la partida inicial ejecutaría la clave y esta haría que el árbitro se convirtiera en perro.

### Dance Dance Revolution
- DDR 2ndMIX: En la canción "Make a Jam!", en dificultades BEGINNER (desde DDR A) y SP BASIC el jugador ha de introducir los pasos ↑↑↓↓←→←→ en la secuencia.
- DDR EXTREME: La canción "Twin Bee -Generation X-" tiene múltiples referencias al código en todas las dificultades, y en DP contiene la secuencia en el panel izquierdo.
- DDR X: En la canción "30 lives (up-up-down-dance-mix)" interpretada por The Motion Sick, a mitad de canción se puede ver en el videoclip de fondo una interpretación visual y cantada del código. Esto puede ser (o no) casualidad, ya que la saga de juegos de baile Dance Dance Revolution está creada por Konami, así como nivel "expert" el jugador ha de introducir los pasos ↑↑↓↓←→←→ en la secuencia en el mismo punto en el que son cantados. Los comandos que deberían ser B, A, Select, Start, son sustituidos por saltos.
- DDR(2013): Durante la campaña de "Triple Journey", el jugador ha de introducir el código sustituyendo B A por las flechas cercanas a START (Izq. y Der., respectivamente) en la evaluación para desbloquear cierta canción.

### Yu-Gi-Oh! Duel Links
En la versión en inglés del juego, al usar al personaje Seto Kaiba y activar la Carta Mágica de Juego Rápido "Enemy Controller" (en español, "Controlador de Enemigos") Kaiba dirá la siguiente frase, que es la última parte del código pero con un ligero cambio en la secuencia de botones: "I activate "Enemy Controller", enter the code: Left Right A B". ("Activo la carta "Controlador de Enemigos", inserta el código: izquierda derecha A B"). A su vez, esto hace referencia al modo de activación que Seto Kaiba usó durante las semifinales del torneo de Ciudad Batallas.

## Apariciones en juegos fuera de Konami

### Yandere Simulator
Un nuevo easter egg aparece en la página oficial de Yandere Simulator, en el código fuente aparece un mensaje que dice «try the Konami code ↑↑↓↓←→←→BA». Si se usa en páginas normales el fondo cambiará, pero si se usa en la página «Characters», aparecerá la personaje secreta "Fun Girl".

### Eat Lead: The Return of Matt Hazard
En el videojuego autoparódico Eat Lead: The Return of Matt Hazard (PlayStation 3 y Xbox 360) puede desbloquearse un nivel de dificultad más elevado al completar el juego por primera vez. Pero si el jugador prefiere jugar en modo difícil desde el principio, basta con que introduzca el código en la pantalla del menú principal. La única diferencia en el código es que sólo hay que pulsar las direcciones, es decir, simplemente ↑↑↓↓←→←→.

### BioShock Infinite
En BioShock Infinite permite desbloquear el modo de 1999, el cual aumenta la dificultad del juego.

### WWE SmackDown vs Raw 2011
En el Road to Wrestlemania de John Cena en la semana 11 hay que hablar con Santino Marella, él hace referencia al código para vencer a Truth & Consequences (R-Truth y Mike Knox en ese año).

### A Dance of Fire and Ice
En el menú principal, introduciendo este código y terminando con la tecla Enter, conseguiremos que nuestros orbes cambien de color con un efecto arcoíris.

### Fortnite
Luego del evento final de la temporada X de Fortnite: Battle Royale, apareció una esfera en medio de la nada, reemplazando al juego por entero (incluyendo Salva Al Mundo y Creativo), no se puede jugar a nada, exceptuando que al hacer el código Konami en consolas, se podía jugar un minijuego (el cual había hecho aparición en el tráiler de la temporada 9).

## Otras apariciones

### Aparición enGoogle Reader
Google Reader tenía un huevo de Pascua con el cual cambiaba la barra lateral de su tradicional azul claro a un fondo basado en una imagen de un ninja al usar el código.

### Aparición enFacebook
Se descubrió que Facebook tenía un huevo de Pascua usando el código Konami: al teclearlo y pulsar "Enter" aparecía un efecto de brillos o juego de luces en la pantalla por algunos segundos. Sin embargo, esto ya no funciona.

### Aparición enmediotiempo.com
Un nuevo huevo de Pascua ha aparecido, en la cual por la época navideña al activar el código Konami empieza a nevar. Este código Konami sigue funcionando solo en diciembre.
Sin embargo, si se activa el código Konami dentro de la página, las fotos serán reemplazadas por imágenes de gatos.

### Aparición enVogue UK
Se descubrió que utilizando el código en el sitio de Vogue del Reino Unido puede aparecer un velocirraptor con diferentes sombreros.

### Aparición enDragonBallZ.com
Cuando se ingresa el código en la página estadounidense de la serie Dragon Ball Z se puede observar a Vegeta salir de la parte inferior de la pantalla gritando "It's Over 9000!!!".

### Aparición enHangouts
Al ingresar el código te cambia el fondo de la conversación. NOTA: Debido al cierre de Hangouts, quizás ya no funcione.

### Aparición enGoogle Play Juegos
Cuando ingresas los gestos en la aplicación te dará un logro.

### Aparición en Aplicación de Netflix para Televisión inteligente
Se ingresa el código sustituyendo BA por ↑↑↑↑ para entrar a la configuración de la cuenta en el dispositivo.

### Aparición enPlayOverwatch.com
Al ingresar el código en la página del videojuego de Blizzard Entertainment, Overwatch, se iniciara una animación en la cual la pantalla se llenará de pequeñas imágenes del personaje D.Va junto con un audio de esta misma diciendo el código "Up, up, down, down, left, right, left, right, b, a, start".

### Apariciones en series de TV o películas
- Gamers!: En el transcurso del sexto episodio de la serie Gamers! Aguri menciona el código luego de un malentendido en el café que se encontraba con Keita, luego de que Uehara y Chiaki dejan el recinto.
- Ah! My Goddess: En su segunda temporada capítulo 20, Skuld hace referencia al código para reiniciar una máquina multipicadora de espacio, donde Morisato Keiichi hizo un espacio infinito.
- kiss×sis: En la OVA 4 de la serie, Riko Suminoe hace el código como un "combo" sobre sus pechos.
- Wreck-It Ralph: El código es usado por el rey Candy en la película Wreck-It Ralph (Rompe Ralph en España, Ralph el demoledor en Hispanoamérica) para poder entrar en los scripts de Sugar Rush. El código también aparece en una escena de los créditos en donde en una de las servilletas está escrito el código.
- The Amazing World of Gumball: "The Tape" ("La película" en Hispanoamérica y "El vídeo" en España) es el episodio 35 de la segunda temporada de The Amazing World of Gumball. Una de las variadas curiosidades en este episodio fue que el código de trucos de Ocho es "arriba, arriba, abajo, abajo, izquierda, derecha, izquierda, derecha, B, A".
- KonoSuba!: Legend of Crimson: En una parte de la película Kazuma tiene que ingresar una contraseña para abrir la compuerta que anteriormente le había pedido abrir la quimera y así obtener una máquina muy peligrosa incluso para los crimson Demon. Kazuma se da cuenta de que lo que ve es una consola konami y coincidentemente la contraseña es el código konami.
- Gravity Falls: El código se aprecia en la esquina inferior derecha de una imagen mostrada rápidamente durante el intro de la serie

### Aparición en canciones
- "↑↑↓↓←→←→BA" es una de las canciones creada por meiyo como parte del aniversario 35 del código mismo.
- "GRADIUS REMIX（↑↑↓↓←→←→BA Ver.)" es una de las canciones creada por Tokyo Machine y es un remix de Gradius.
- "Konami Code" es una canción creada por la cantante española de Hyperpop PauByChance y la artista digital Octopvs to the party. La misma cantante también menciona el código en su canción "Mental Breakdance".
- "Up Up Down Down Left Right Left Right B A Start" es una canción del disco "End Is Forever" del año 2001 de la banda The Ataris.